# Tall Mallah
Tall Mallah (arab. تل ملح) – wieś w Syrii, w muhafazie Hama. W 2004 roku liczyła 876 mieszkańców.